# The Mix
The Mix – album kompilacyjny niemieckiego zespołu Kraftwerk, wydany w 1991 roku.
Album jest kolekcją zremiksowanych utworów z poprzednich płyt grupy, przearanżowanych po to, by można je było później wykonywać na żywo w nowych wersjach. Było to pierwsze wydawnictwo Kraftwerk, gdzie cały materiał nagrano w technologii cyfrowej. Płyta została już wydana po odejściu Wolfganga Flüra i Karla Bartosa, których zastąpili Fritz Hilpert i Fernando Abrantes. Nowe wersje „Die Roboter” i „Radioaktivität” promowały The Mix jako single. Album otrzymał mieszane recenzje, choć był sporym sukcesem na listach sprzedaży.

## Lista utworów

### Wydanie niemieckie
1. „Die Roboter” – 8:56
2. „Computerliebe” – 6:35
3. „Taschenrechner” – 4:32
4. „Dentaku” – 3:27
5. „Autobahn” – 9:27
6. „Radioaktivität” – 6:53
7. „Trans Europa Express” – 3:20
8. „Abzug” – 2:18
9. „Metall auf Metall” – 4:58
10. „Heimcomputer” – 8:02
11. „Musik Non Stop” – 6:38

### Wydanie angielskie
1. „The Robots” – 8:56
2. „Computerlove” – 6:35
3. „Pocket Calculator” – 4:32
4. „Dentaku” – 3:27
5. „Autobahn” – 9:27
6. „Radioactivity” – 6:53
7. „Trans Europe Express” – 3:20
8. „Abzug” – 2:18
9. „Metal on Metal” – 4:58
10. „Homecomputer” – 8:02
11. „Music Non Stop” – 6:38

## Pozycje na listach
| Kraj            | Pozycja |
| --------------- | ------- |
| Austria         | 12      |
| Holandia        | 83      |
| Niemcy          | 7       |
| Szwajcaria      | 27      |
| Szwecja         | 20      |
| Wielka Brytania | 15      |

## Certyfikaty
| Kraj            | Certyfikat    | Sprzedaż |
| --------------- | ------------- | -------- |
| Wielka Brytania | srebrna płyta | 60 000   |